# Volcán Arintica
El volcán Arintica está un estratovolcán geográficamente localizado en la Región de Arica y Parinacota (Chile), cerca de la frontera con Bolivia. Se encuentra sobre la cordillera de los Andes, al norte del salar de Surire y de la Pampa Chilcaya, y al sur de la Pampa de Paquiza. 
Los valles glaciales ubicados al sur del volcán, y los flancos de la montaña en el oeste contienen grandes glaciares de roca activos que se han malinterpretado en el pasado como flujos de lava.

## Toponimia
Según Mamani, Arintica es un topónimo cuyo origen aún no ha sido identificado, aunque provendría del idioma puquina

## Etnografía
Según Mamani, en la cosmovisión andina, el Volcán Arintica junto al Volcán Puquintica son marido y mujer respectivamente, llamándose Tata Arintika y Mama Pukintika, bajo la lógica de la dualidad chacha-warmi. Ambos cerros tutelares se consideran guardianes de Chilcaya y Paquiza, como también del sector de Guallatire. Junto a lo cerros, se encuentran cerros más pequeños que serían sus hijos, entre ellos, el Cerro Calajalata que se ubica al lado oeste de Arintica.